# Acalypha peduncularis
Acalypha peduncularis är en törelväxtart som beskrevs av Carl Daniel Friedrich Meisner och Christian Ferdinand Friedrich von Krauss. Acalypha peduncularis ingår i släktet akalyfor, och familjen törelväxter. Inga underarter finns listade i Catalogue of Life.